# ريان هيغينز (لاعب كريكت)
ريان هيغينز (24 مارس 1988 بهراري في زيمبابوي - ) (بالإنجليزية: Ryan Higgins)‏ هو لاعب كريكت زيمبابوي. لعب مع منتخب زمبابوي للكريكت.

## وصلات خارجية
- ريان هيغينز على موقع إي آس بي آن كريك إنفو (الإنجليزية)